# Dom Pedro de Alcântara

Dom Pedro de Alcântara este un oraș în Rio Grande do Sul (RS), Brazilia.